# سرف أباد
سرف أباد (بالفارسية: سروآباد) هي مدينة تقع في إيران في قسم. يقدر عدد سكانها بـ 3,707 نسمة .